# 5926 Schönfeld
5926 Schönfeld è un asteroide della fascia principale. Scoperto nel 1929, presenta un'orbita caratterizzata da un semiasse maggiore pari a 2,3512686 UA e da un'eccentricità di 0,2365452, inclinata di 3,97152° rispetto all'eclittica.
L'asteroide è dedicato all'astronomo tedesco Eduard Schönfeld.